# Espérance-François Bulayumi
Espérance-François Ngayibata Bulayumi (Kinsasa, 12 de noviembre de 1959) es un escritor austríaco-congoleño.

## Biografía
Estudió bellas artes en Kinsasa y filosofía en la Universidad de Viena (1983-1988), donde se doctoró e impartió luego clases. También estudió teología en Lausana. Su obra más emblemática es Mosuni, que versa sobre la identidad congolesa y su encuentro con la cultura europea e incluye novela, poesía y cuentos populares.

## Obra
- Das Beichten eines Afro-Wieners 2012
- Ebembe ya Thomson, 2011
- Dealer wider Willen? Wege afrikanischer Migrantinnen und Migranten nach / in Österreich, 2009
- Mosuni, 2006
- LISAPO: Ein Tor zu afrikanischen Märchen, 2002
- Sterbebegleitung als Lebensbegleitung: Eine imperative ethische Notwendigkeit, 2001
- Congo 2000 : Fin du temps ou nouvelle naissance?, 2000
- Esakoli.Großvater erzählt: Geschichten und Fabeln aus dem Kongo, 1999